# 泉男建
淵男建，高句丽人，淵蓋蘇文次子。唐高宗乾封元年（666年），与弟淵男產逐兄淵男生而自立为莫离支。因避諱唐高祖李淵名而改稱泉男建。
总章元年（668年），唐朝联合新罗的军队讨伐高句丽，大将薛仁贵率军击败淵男建。淵男建逃回平壤。高丽王高藏命令淵男產率领首领九十八人持白旗向唐军统帅李勣投降。但淵男建拒绝投降，紧闭城门坚守，还多次出兵向唐朝军队出击，不过屡战屡败。
后来他将一部份军事任务交由僧人信诚，但信诚其实是淵男生派遣到淵男建身边的间谍，在五日之后信诚大开城门，让唐朝军队攻入，城焚，淵男建欲死，不成。被俘后随高藏、同时被灭的百济国王扶余丰等一同被献俘于唐都长安太庙。
唐高宗认为男建是举兵抗唐的元凶，令殺之，后因淵男產的求情改判流放至黔州（今重庆市彭水县）。淵男建死于流放地。